# Komysznia
Komysznia (ukr. Комишня) – osiedle typu miejskiego na Ukrainie, w obwodzie połtawskim, w rejonie myrhorodzkim. W 2001 liczyło 2715 mieszkańców, spośród których 2638 wskazało jako ojczysty język ukraiński, 71 rosyjski, 2 mołdawski, 1 białoruski, a 3 inny.